# Słubice (gemeente in powiat Płocki)
De gemeente Słubice is een landgemeente in het Poolse woiwodschap Mazovië, in powiat Płocki.
De zetel van de gemeente is in Słubice.
Op 30 juni 2004 telde de gemeente 4617 inwoners.

## Oppervlakte gegevens
In 2002 bedroeg de totale oppervlakte van gemeente Słubice 94,47 km², waarvan:
- agrarisch gebied: 76%
- bossen: 12%

De gemeente beslaat 5,25% van de totale oppervlakte van de powiat.

## Demografie
Stand op 30 juni 2004:
| Omschrijving                   | Totaal | Totaal | Vrouwen | Vrouwen | Mannen | Mannen |
| ------------------------------ | ------ | ------ | ------- | ------- | ------ | ------ |
| eenheid                        | aantal | %      | aantal  | %       | aantal | %      |
| inwoners                       | 4617   | 100    | 2333    | 50,5    | 2284   | 49,5   |
| bevolkingsdichtheid (inw./km²) | 48,9   | 48,9   | 24,7    | 24,7    | 24,2   | 24,2   |

In 2002 bedroeg het gemiddelde inkomen per inwoner 1648,63 zł.

## Administratieve plaatsen (sołectwo)
Alfonsów, Budy, Grabowiec, Grzybów, Jamno, Juliszew-Sady, Łaziska, Nowosiadło, Nowy Wiączemin, Piotrkówek, Potok Biały, Rybaki, Słubice, Świniary, Wiączemin Polski, Wymyśle Polskie, Nowy Życk-Leonów, Życk Polski.

## Aangrenzende gemeenten
Bodzanów, Gąbin, Iłów, Mała Wieś, Sanniki, Słupno
- Bibliothèque nationale de France: cb144323877 (data)
- Système universitaire de documentation: 110018273
- Virtual International Authority File: 11144648155639485174